# Book of Hours
Book of Hours is het tweede muziekalbum van de Britse band Willowglass. Het album bevat instrumentale muziek, die opgenomen lijkt gedurende de eerste jaren van de symfonische rock rond 1970. Voornaamste invloeden zijn van Genesis met Anthony Phillips. In de technische loopjes op de toetsinstrumenten zit een overeenkomst met Rick Wakeman. Het gebruik van blokfluit leidt naar Gryphon en/of Gentle Giant.

## Musici
- Andrew Marshall – alle instrumenten
- Dave Brightman – aanvullende slagwerk en percussie

## Muziek
| Nr. | Titel | Duur  |
| --- | --- | ----- |
| 1.  | Argamasilla | 11:09 |
| 2.  | Willowglass | 4:02  |
| 3.  | The Maythorne Cross | 10:59 |
| 4.  | Book of Hours | 7:15  |
| 5.  | The Labyrinth (A. Prelude, B. The journey, C. Don Quixote rides again, D. Nature’s Cathedral, E. A night of the white moon, F. The spiral) | 16:50 |

## Hoes
Het ontwerp van de hoes en het cd-boekje was in handen van Lee Gaskins, een kunstenaar binnen de sprookjes-, fantasy- en horror-genres.

### Hoeslink
- Hoes van Gaskins